# Dyckia vicentensis
Dyckia vicentensis är en gräsväxtart som beskrevs av Strehl. Dyckia vicentensis ingår i släktet Dyckia och familjen Bromeliaceae. Inga underarter finns listade i Catalogue of Life.